# Воротищенский сельсовет
Воротищенский сельский Совет — упразднённый сельский Совет на территории Столбцовского района Минской области Республики Беларусь. Административным центром сельсовета была деревня Новая Вёска.

## Географическое положение
Воротищенский сельский Совет был расположен в юго-западной части Столбцовского района. Территория сельсовета протягивалась на 30 км с запада на восток и на 67 км с севера на юг. Административный центр сельсовета находится в 92 км от г. Минска и в 7 км от железнодорожной станции г.п. Городея Несвижского района. Через территорию сельсовета проходит железная дорога и автомобильная магистраль Брест — Минск — Москва.

## История
Сельсовет был образован 15 января 1940 года после освобождения территории республики от польских оккупантов и воссоединения с БССР. В то время сельсовет входил в состав Столбцовского района Барановичской области. В 1956 году Барановичская область была упразднена, и сельсовет стал относиться к Минской области.
В 1945 году, после Великой Отечественной войны в состав сельсовета входили деревни: Воротище, Новая Вёска, Подлесье, Осиповщина, Великий Двор, Деречинцы, Раёвщина.
В 1965 году к сельсовету были присоединены населённые пункты: Савони, Жатерево, Горки.
1 июля 2013 года сельсовет упразднён, деревни Великий Двор, Воротище, Деречинцы, Новая Вёска, Осиповщина и Подлесье вошли в состав Старосверженского сельского Совета.

## Состав
Воротищенский сельсовет включает 10 населённых пунктов:
- Великий Двор — деревня.
- Воротище — деревня.
- Горки — деревня.
- Деречинцы — деревня.
- Жатерево — деревня.
- Новая Вёска — деревня.
- Осиповщина — деревня.
- Подлесье — деревня.
- Раевщина — деревня.
- Савони — деревня.

## Производственная сфера
- СПК « Великий Двор», СПК « Жатерево»

## Социально-культурная сфера
- Учреждения здравоохранения: Нововёсковская амбулатория, Горковский ФАП
- Образование: Горковская общеобразовательная средняя школа, Нововёсковская общеобразовательная средняя школа, Савоньский детский сад, Нововёсковский детский сад
- Культура: Горковский сельский Дом культуры, Великодворский сельский клуб, Горковская сельская библиотека, Великодворская сельская библиотека